# Aimão I de Faucigny

Escudo do Brasão de armas dos senhores da Faucigny.

Aimão I de Faucigny (em francês: Aymon; em latim: Aimo; 1125 — 1160) foi senhor de Faucigny e provêm de uma família cuja origem se encontra no Século X e no Século XI. Esta família deu o seu nome a um castelo, o Castelo Faucigny, à comunidade de Faucigny (Haute-Savoie) e à província de Faucigny no Ducado de Saboia.

## Relações familiares
Foi filho de Rodolfo I de Faucigny e de Constância de Beauvoir.
Casou com Clemência de quem teve:
1. Henrique I de Faucigny que foi Barão de Faucigny e que casou com Margarida de Genebra, Condessa de Genebra e Senhora de Clermont.